# Wilhelm Frerking
Wilhelm Frerking, Pseudonym S. Wenzl, (* 6. September 1852 in Hannover; † 25. Juli 1938 ebenda) war ein deutscher Schuldirektor, Feuilletonist, Theaterkritiker und Schriftsteller.

## Leben
Geboren in der Residenzstadt des seinerzeitigen Königreichs Hannover, besuchte Wilhelm Frerking erst die Bürgerschule in Hannover, dann die Realschule der Stadt. Nach seiner Ausbildung zum Lehrer wurde er 1902 zum Rektor der hannoverschen Bürgerschule berufen. Nebenher – vor allem aber nach dem Eintritt in den Ruhestand im Jahr 1917 – schrieb Frerking, der 1891 dem Hannoverschen Künstlerverein beigetreten war,  im Feuilleton und als Theaterkritiker beim Hannoverschen Tageblatt, oftmals unter dem Pseudonym S. Wenzl.
Wilhelm Frerking verfasste zahlreiche zudem zahlreiche Schwänke und Lustspiele. Er starb zur Zeit des Nationalsozialismus im Jahr 1938.
Sein Sohn war Johann Frerking.

## Werke (Auswahl)
- Drei Schwänke für Liebhaberbühnen. Kurirt – Ein Geheimnis – Eine angenehme Überraschung (= Reclams Universal-Bibliothek, Nr. 1835,), 46 Seiten, Leipzig: Reclam, [o. D., 1890].
- Wie unsere Jungen Schiller's „Tell“ spielen. Zur Aufführung bei Schulfesten und Schüler-Unterhaltungsabenden / mit Vorspiel versehen von Wilhelm Frerking (= Danner's Jugendbühne, Nr. 14), Mühlhausen in Thüringen: Danner, [o. D., 1920]
- Nur Mut, es wird schon schief gehen! Uebermütige Ritterkomödie mit Hindernissen in 1 Akt / von Wilhelm Frerking (= Ulk-Bücher, Heft 1), 7. Auflage (27 Seiten, mit 4 [eingedruckten] ganzseitigen Zeichnungen), Berlin: Eduard Bloch, [19]25
- Karl-Friedrich Dressler, Wilhelm Frerking (Red.): Pressefest am Sonnabend, 7. März 1925. Verein Niedersächsische Presse (Vereinigung der Redakteure der Hannoverschen Zeitungen), Festschrift 96 Seiten mit Abbildungen und einer Bildtafel, [Hannover]: [Hartmann & Merten], 1925
- Kuriert. Schwank in 1 Aufzug / W. Frerking. Neubearbeitet von Wolfgang Altendorf, Unverkäufliches [Bühnen-]Muster (Kopfteil für Sämtliche Rollenex. für Bühnen und Vereine) 12.-, 8 Seiten, [Maschinenschrift autographisch], [Bad Godesberg, Kölner Strasse 70]: W. Altendorf, [1946]